# Амблар-Дон
Амблар-Дон (італ. Amblar-Don) — муніципалітет в Італії, у регіоні Трентіно-Альто-Адідже,  провінція Тренто. Муніципалітет утворено 1 січня 2016 року шляхом об'єднання муніципалітетів Амблар та Дон (провінція Тренто).
Амблар-Дон розташований на відстані близько 520 км на північ від Рима, 38 км на північ від Тренто.
Населення — 497 осіб (2016).
Щорічний фестиваль відбувається 26 червня. Покровитель — San Vigilio.

## Демографія
Населення за роками:

Станом на 1 січня 2023 року в муніципалітеті офіційно проживало 30 іноземців з 9 країн, серед них 20 громадян країн Євросоюзу.

## Сусідні муніципалітети
- Кальдаро-сулла-Страда-дель-Віно
- Каварено
- Ромено
- Сфруц
- Термено-сулла-Страда-дель-Віно
- Коредо